# Asbury (Nueva Jersey)
Asbury es un lugar designado por el censo ubicado en el condado de Warren en el estado estadounidense de Nueva Jersey. En el año 2010 tenía una población de 273 habitantes y una densidad poblacional de ¿? personas por km².

## Geografía
Asbury se encuentra ubicado en las coordenadas 40°41′45″N 75°00′37″O / 40.69583, -75.01028.